# Earth 2150
Earth 2150 es un videojuego de estrategia en tiempo real, originalmente publicado en 2000 por SSI y el estudio polaco Reality Pump y una precuela de la gran parte desconocida Earth 2140. Fue uno de los primeros juegos comerciales completo en 3D de su clase, aunque Pumpkin Studios lanzó el Warzone 2100 con anterioridad al Earth 2150 en el mercado estadounidense. Una secuela del Earth 2150, Earth 2160, se publicó en agosto de 2005. El juego también cuenta con dos packs de expansión independiente: Earth 2150 : The Moon Project (proyecto lunar, en español) y Earth 2150: Lost Souls(almas perdidas, en español).

## Sinopsis
Después de 22 años de guerras y hambrunas, las cosas en la Tierra se tranquiliza los Estados Civilizados Unidos (UCS), que ocupa toda América. En Asia los descendientes de los mongoles se propusieron la reconstrucción de la Dinastía Euroasiática (ED).
La UCS, ahora utilizan a los robots para todas las necesidades, incluyendo que el ejército robótico de la UCS lo maneje una máquina. El Gólan, el líder del ejército de la UCS fue actualizado recientemente acasando una invasión no planificada a las islas británicas causando una nueva guerra violenta. Pero a pesar de esto la UCS gana y la ED se propone atacar la base de la UCS ubicado en el polo norte con avanzados misiles nucleares no probados para poner fin a los ataques de la UCS, esto hace que la órbita terrestre se mueva haciendo que se dirija al Sol; las facciones conocen este resultado y se ponen en marcha en la reunión de recusos para escapar de la tierra.
Una nueva facción la Corporación Lunar (LC por su siglas en inglés, Lunar Corporation) es un grupo de humanos que escaparon de la Tierra antes de los eventos sucedidos en Earth 2140, se ponen en marcha para la obtención de recursos pensando que la UCS y la ED olvidaran sus diferencias para el bien común de la humanidad o destruirlas y acabar en la guerra que sucede a partir de la recolección de recursos, para escapar a Marte, que cada vez es más difícil conseguir.
La LC, es una facción pacífica que interviene para salvar a su población del desastre, en la luna no hay recursos para construir un nave de escape por eso tiene que intervenir en la guerra.

## Facciones

### Estados Unidos Civilizados (UCS)
Situados principalmente en América del norte con extensiones secundarias de territorio en América del Sur y en algunos momentos en el norte de África, son tecnológicamente superiores a la ED en aspectos tales como la robótica o la física del plasma, su armamento se compone principalmente de andadores, los cuales llevan montados cañones de plasma, lanzacohetes, lanza granadas de plasma y cañones de riel, su infraestructura militar se compone únicamente de máquinas automatizadas lo cual permite a su población vivir apartada del frente disfrutando de los placeres brindados por su tecnología robótica, dicha tecnología proviene del descubrimiento por los UCS de un OVNI estrellado en su territorio y efectuar en él ingeniería inversa, su poderío militar robótico tiene el punto fuerte de contar rápidamente con mucho armamento pesado muy capaz y perfectamente coordinado, la pega más grave que tiene es la debilidad de sus sistemas informáticos atacados en multitud de ocasiones por la ED, provocando que los robots se atacasen entre sí, además cuentan con una avanzada tecnología de tele-transporte que les permite mover tropas de una manera rápida y eficaz de una base a otra, aparentemente es la única potencia que la rige una democracia contando con un presidente elegido probablemente por sufragio universal.

### Dinastía Euroasiática (ED)
Situado principalmente en Europa, con una fuerte presencia en Europa del este, y Asia, con más presencia en Mongolia y Rusia, su armamento se compone principalmente por las armas clásicas del siglo XX modernizadas, sea tanques con aceleradores gravitacionales como propulsores de sus proyectiles, su fuerza principal se compone por taques y helicópteros, no tan eficaces como las armas de los UCS pero si más baratos y fáciles de construir en masa, no cuentan con la infraestructura informática y automatizada en armamento que los UCS, lo cual compensan con una avanzada biotecnología capaz de clonar los mejores soldados, además las flaquezas tecnológicas de su ejército lo compensan con armas nucleares experimentales de gran potencia, las cuales fueron las causantes de catapultar la tierra fuera de su órbita, impulsando los eventos acontecidos durante el Earth 2150 y expansiones, su sistema de gobierno es una dictadura militar, regida por un consejo de generales y probablemente presidida por un Tzar, Vladimir II, por esto se deduce que su población estará sometida a un duro régimen militar en el cual probablemente y dada la situación de guerra total, no exista población civil alguna, sus puntos más fuertes son su armamento nuclear capaz de derretir cualquier ejército del UCS y los tanques pesados, además de una poderosa tecnología de láser que permite quemar el armamento UCS desde dentro, desde los generadores, cuentan también con cañones de iones capaces de neutralizar las unidades UCS, sus puntos más débiles son la atrasada tecnología y el número más escaso de tropas con la que cuentan dada una infraestructura productiva menos masiva que la de los UCS, las decisiones estratégicas y tácticas son tomadas por generales y comandantes respectivamente que no cuentan con la red informática tan coordinada de los UCS, no es tan eficaz y rápida como la de los UCS, pero a la vez es menos predecible que la IA que maneja las unidades de los UCS y es inmune a ataques informáticos, así pues con este arsenal son capaces de mantener una guerra equilibrada contra los UCS por toda la tierra.

### Cooperación Lunar (LC)
Se sitúan principalmente en la luna, aunque durante los eventos acaecidos en earth 2150 coordinas tu base desde Oceanía, de las tres facciones es la más avanzada tecnológicamente, cuentan con un avanzado arsenal de taques flotantes con generadores de anti-gravedad, armas eléctricas y cañones de plasma, una curiosidad es que su ejército se compone exclusivamente de chicas, su armamento es generalmente compuesto por armas de energía, su población es probable que se componga principalmente por científicos y exploradores espaciales y que disfruten de las mismas libertades que los UCS, dicha tecnología procede en un principio de la difunta NASA, apropiándose de dichas tecnologías, posteriormente a dicho evento y con anterioridad a 2140 la corporación lunar fundo una ciudad en la luna y más en adelante fundaría mas ciudades más pequeñas centradas en la minería, mas en adelante la corporación lunar, mejor asentada en la luna y demás satélites cortaría relaciones con la tierra dada su creciente inestabilidad política, hasta el punto de no tener presencia en Earth 2140, la corporación lunar cuenta con una población menor que la ED y probablemente los UCS, la LC se ve forzada a tener presencia en Earth 2150 dado que la tierra es catapultada fuera de su órbita y requieren de recursos para construir las naves de evacuación suficientes para salir de la luna que es arrastrada por la tierra, la tecnología de la LC en un principio proviene de la antigua NASA, aunque a lo largo de todo el tiempo y gracias a verse centrada en la exploración espacial encuentra numerosos artefactos de otra raza más avanzada tecnológicamente además de verse en la necesidad dada su situación en el sistema solar y los elevados costes en la extracción de recursos, sus puntos más fuertes es un avanzada tecnología en comparación con los UCS y ED con armamento pesado capaz de destruir los sistemas eléctricos de los andadores UCS y tanques de la ED y un gran daño de energía en general, por otra parte sus puntos débiles son su escasez de tropas aún menor que la ED, la complejidad de sus armas, al ser más complejas es más difícil repararlas, su inexperiencia en la guerra, la casi inexistencia de armamento de daño físico y la dependencia de paneles solares como fuente de alimentación energética para sus bases, su gobierno se presenta como un consejo estelar similar al de la ED aunque sin los valores militares totalitarios y tan dictatoriales de la misma.

## Jugabilidad
El juego en sí tiene mejoras, incluye factores climáticos por ejemplo si llueve tus tanques irán más lentos que si no llueve.
Uno tiene un tiempo determinado para construir una nave de evacuación a marte, si esto no se cumple a los jugadores les aparece una pantalla de error que muestra la explosión de la Tierra poniendo que la raza humana se extinguió o solo tu facción.
El juego dispone de alteraciones climáticas según la estación o el día y la noche haciendo una partida con complicaciones, estos factores solo son cambiados por la LC (excepto el día y noche).